# Mazepa (film 1975)
Mazepa – polski dramat kostiumowy z 1975 roku, zrealizowany na podstawie sztuki Juliusza Słowackiego pod tym samym tytułem.

## Opis fabuły
Amelia jest młodą i piękną żoną niemłodego już wojewody. W dziewczynie zakochuje się trzech mężczyzn: syn wojewody z pierwszego małżeństwa Zbigniew oraz goszczący u wojewody król Jan Kazimierz i jego dworzanin, Jan Mazepa, odważny i przebiegły Kozak. Walka o kobietę prowadzi do tragicznego finału, w którym śmierć zbiera obfite żniwo.

## Realizacja
Film nakręcono w plenerach zamku w Niedzicy, Białym Borze i Jaworkach. Jest to reżyserski debiut Gustawa Holoubka w kinie.

## Obsada
- Zbigniew Zapasiewicz – Jan II Kazimierz
- Jerzy Bończak – Jan Mazepa, dworzanin króla
- Mieczysław Voit – wojewoda
- Magdalena Zawadzka – Amelia, żona wojewody
- Krzysztof Kolberger – Zbigniew, syn wojewody z pierwszego małżeństwa
- Stefan Śródka – Chmara, dworzanin wojewody
- Kalina Jędrusik – kasztelanowa Robroncka ze Spiży
- Eugeniusz Wałaszek
- Stanisław Sparażyński